# Nectocarcinus
Nectocarcinus is een geslacht van kreeftachtigen uit de klasse van de Malacostraca (hogere kreeftachtigen).

## Soorten
- Nectocarcinus antarcticus (Hombron & Jacquinot, 1846)
- Nectocarcinus bennetti Takeda & Miyake, 1969
- Nectocarcinus integrifrons (Latreille, 1825)
- Nectocarcinus pubescens Moosa, 1996
- Nectocarcinus spinifrons Stephenson, 1961
- Nectocarcinus tuberculosus A. Milne-Edwards, 1860